# Cheroscelis oospila
Cheroscelis oospila är en fjärilsart som beskrevs av Louis Beethoven Prout 1912. Cheroscelis oospila ingår i släktet Cheroscelis och familjen mätare. Inga underarter finns listade i Catalogue of Life.